# MusicVR
 MusicVR – projekt serii gier komputerowych stworzony przez multiinstrumentalistę Mike'a Oldfielda. Gry tworzone w tej serii mają być pacyfistyczne, pozbawione przemocy oraz rywalizacji. Założenia gry to relaksujące poruszanie się po wirtualnym świecie przy towarzyszącej muzyce instrumentalnej.

## Historia
Pomysł stworzenia interaktywnego komputerowego świata towarzyszył Oldfieldowi od początku lat 90. poprzedniego wieku. Jedynym urzeczywistnieniem tych zamysłów była dodatkowa ścieżka z interaktywnym filmem na albumie The Songs of Distant Earth, działającym na komputerach Macintosh. Projekt został ostatecznie odłożony ze względu na niewystarczające możliwości ówczesnych komputerów. 
Na początku pierwszej dekady XXI wieku muzyk wrócił do tego pomysłu. Jakość osiąganej wówczas grafiki komputerowej była dla Oldfielda zadowalająca. Grę tworzył z grupą zatrudnionych programistów. Ze względu na naturę projektu ciężko było wykorzystać jakikolwiek silnik z istniejących już na rynku gier komputerowych. Oldfield był zmuszony do stworzenia własnego silnika. Do 2006 roku na rozwój projektu przeznaczył 25 milionów funtów.

## Tytuły w serii
Do tej pory w serii wydane zostały:
- Tres Lunas – 2002
- Maestro – 2004